# Dunn Loring (stacja metra)
Dunn Loring – stacja linii pomarańczowej metra waszyngtońskiego. Znajduje się w miejscowości Vienna w stanie Wirginia. Przystanek został otwarty 7 czerwca 1986 roku.